# 2010年冬季残疾人奥林匹克运动会罗马尼亚代表团
2010年冬季残疾人奥林匹克运动会罗马尼亚代表团是罗马尼亚派出的2010年冬季残疾人奥林匹克运动会代表团。未获得奖牌。